# Streaming SIMD Extensions 3
Die Streaming SIMD Extensions 3 (kurz SSE3) ist die zweite Erweiterung des SSE-Befehlssatzes. Sie ist auch unter dem Intel-Codenamen Prescott New Instructions (PNI) bekannt, da sie zuerst bei der Prescott-Variante des Pentium 4 ab Frühjahr 2004 verwendet wurde. AMD unterstützt diese Erweiterungen seit April 2005 und führte diese mit den E-Steppings beim Athlon 64, Opteron und Sempron ein. VIA bzw. Centaur unterstützen mit dem C7 ebenfalls die neuen Befehle.
SSE3 ist eine erneute Erweiterung des SIMD-Befehlssatzes für die x86-Architektur (genauer die IA-32-Prozessorarchitektur). Die vorherigen Erweiterungen waren MMX, 3DNow, SSE und SSE2.
SSE3 erweitert den SSE2-Befehlssatz um 13 neue Instruktionen:
- fisttp zur Wandelung von Gleitkommazahlen in ganze Zahlen
- addsubps, addsubpd, movsldup, movshdup, movddup für komplexe Arithmetik
- lddqu zur Video-Kodierung
- haddps, hsubps, haddpd, hsubpd zur Unterstützung der Grafik-Aufbereitung
- monitor, mwait zur Thread-Kommunikation

Die Unterstützung der letzten beiden Befehle muss mittels CPUID-Instruktion explizit geprüft werden, da sie Mehrkernprozessoren bzw. Hyper-Threading fähige CPUs voraussetzen.
Die auffälligste Erweiterung ist die Ermöglichung von horizontaler Addition und Subtraktion in einem Register, die schon bei 3DNow möglich war. Dies vereinfacht die Programmierung von DSP- und 3D-Funktionen, während in den vorhergehenden SSE-Versionen mehr oder weniger nur vertikale Operationen möglich waren.

## CPUs mit SSE3
- AMD Athlon 64 (ab Prozessorkern Venice, Revision E3 bzw. San Diego, Revision E4)
- AMD Athlon 64 Mobile (Prozessorkern Newark Revision E5)
- AMD Athlon 64 X2
- AMD Athlon 64 FX (ab Prozessorkern San Diego, Revision E4)
- AMD Athlon X2
- AMD Athlon II
- AMD Phenom
- AMD Phenom II
- AMD Opteron K8 (ab Revision E4)
- AMD Opteron K9
- AMD Opteron K10
- AMD Sempron (ab Prozessorkern Palermo, Revision E3)
- AMD Turion 64
- AMD Turion 64 X2
- Intel Celeron (ab Prozessorkern Conroe-L)
- Intel Celeron D
- Intel Celeron M (ab Prozessorkern Yonah)
- Intel Core Duo
- Intel Core Solo
- Intel Core 2 Duo
- Intel Core 2 Quad
- Intel Core 2 Extreme
- Intel Pentium 4 (ab Prozessorkern Prescott)
- Intel Pentium D
- Intel Pentium Dual-Core
- Intel Atom
- Intel Xeon (ab Prozessorkern Nocona)
- VIA C7
- VIA Nano